# Пуазель, Филипп
Филипп Пуазель (нем. Philipp Poisel; 18 июня 1983, Людвигсбург) — немецкий певец и композитор.

## Биография

### Начало карьеры
Филипп Пуазель ещё в детстве начал заниматься музыкой, играл на ударных и гитаре. Свои собственные композиции он записывал на кассетный магнитофон. Кроме того, он пел в хоре, правда, оценки его певческого мастерства были скорее негативные. После сданного абитура, Филипп хотел стать учителем английского, музыки и искусств в реальной школе, но из-за того, что он провалился как раз на экзамене по музыке, доступ в высшее учебное заведение стал для него закрыт.

### Прорыв и первый альбом
После множества поездок по Европе летом 2006 Филипп познакомился с Франком Пилзлем, который в дальнейшем стал его продюсером. Ему он пел свои демо-версии песен. Певец основал лейбл Holunder-Records. В 2007 году на него обратил внимание Герберт Грёнемайр, в январе 2008 Филипп подписал контракт звукозаписывающей фирмы Grönland . 29. 08. 2008 — вышел дебютный альбом Wo fängt dein Himmel an . Одноимённый дебютный сингл за несколько недель до этого попал в немецкий чарт синглов (77 место). В том же году Пуазель выступил на разогревах у Ane Brun, Maria Mena, Сюзанн Вега и Герберта Грёнемайера.

### Второй альбом
После тура по немецкоговорящим странам Филипп стал работать над своим вторым альбомом Bis nach Toulouse, вышедшим в августе 2010 и достигшим 8 места в немецком чарте альбомов. (8 недель в топ-50). Вместе с актёром Маттиасом Швайгхефером они записали песню Eiserner Steg для саундтрека к фильму What a man (2011). Песня вышла синглом и достигла места № 21 (рекорд Филиппа). После того как песню исполнил участник Benny Fiedler на кастинг -шоу The voice of Germany, в чарте синглов она с 100 места поднялась до 4. В сентябре 2012 ещё одна песня Wie soll ein Mensch das ertragen? с 77 поднялась на 5 место, после того, как была исполнена участником Jean-Michel Aweh на кастинг-шоу Supertalent .

### Третий альбом
Август 2012 — выпускает Live-Album Seerosenteich. Альбом достиг вершины альбомного чарта[какого?].

## Награды и достижения
Национальный исполнитель поп-рок на премии Echo 2011.
Ноябрь 2011 — Album «Bis nach Toulouse» — Золотой статус (100000 проданных копий).
2012 — дебютный альбом"Wo fängt dein Himmel an" (2008) получает золотой статус.
2012 — сингл Eiserner Steg получает золотой статус.

## Дискография
Альбомы
1. Wo fängt dein Himmel an? (2008)
2. Bis nach Toulouse (2010)
3. Projekt Seerosenteich (2012)

Синглы
1. Wo fängt dein Himmel an? (2008)
2. Ich & Du (2008)
3. Halt mich (2008)
4. Mit jedem deiner Fehler (2009)
5. Als gäb’s kein Morgen mehr (2009)
6. Wie soll ein Mensch das ertragen (2010)
7. Bis nach Toulouse (2010)
8. Zünde alle Feuer (2010)
9. Innen und Außen (2010)
10. Im Garten von Gettis (2011)
11. Eiserner Steg (2011)
12. Ich will nur (2012)
13. Wolke 7 (mit Max Herre) (2012)